# Акланск
Акла́нск — исчезнувший город в России. Находился на реке Оклан, правом притоке реки Пенжины, впадающей в Пенжинскую губу Охотского моря; ныне материковая часть Пенжинского района Камчатского края.
Основан в 1786 году на реке Оклан (ранее — Аклан, отсюда название города) как город Акланск, с того же года — административный центр Акланского уезда. В 1804 году упразднён и преобразован в сельское поселение, впоследствии прекратил существование. Перекрёсток водных и сухопутных путей (из Камчатки на Гижигинск и Чукотку).
Акланску предшествовали поселения в бассейне рек Пенжины и Оклана, фигурировавшие в исторической литературе под общим названием «Акланский острог»: корякское поселение Акланский острожек и русские остроги Пенжинский и Акланский, существовавшие в разное время и в разном месте. С 1953 года на реке Оклан существует эвенско-корякское село Оклан.

## История

### Акланский острожек
На чертежах Семёна Ремезова рубежа XVII—XVIII веков обозначены русские или корякские зимовья и остроги на реке Пенжине. О существовании Акланского острога сообщают ряд историков, при этом одни авторы относили его появление к 1679 году, другие — к 1690 году, размещая его на реке Оклан либо на реке Пенжине. У исследователя Сибири и Камчатки С. П. Крашенинникова в «Описании земли Камчатки» (1756), названа дата — 1787 год (возможно, опечатка). Однако ни один из авторов в своих утверждениях не опирался на источники. Архивные документы по научной историографии не знают русского острога в районе реки Оклан. Скорее всего, исследователи воспринимали известный на рубеже XVII—XVIII веков корякский Акланский острожек (располагался между устьями рек Оклана и Пенжины, платил ясак Анадырскому острогу) как русский острог. Кроме этого, путаницу добавлял какой-то другой острог в районе Пенжины, включая Чендонское зимовье, возникшее в 1670-е годы.
В 1696—1697 годах в поход на коряков ходил анадырский приказчик В. В. Атласов. В его отряде числилось 60 русских и 60 юкагиров. На Пенжине Атласов собрал ясак с Акланского и двух других острожков, отправив его в Якутск.

### Пенжинский острог
Пенжинский острог стал первым русским острогом, основанным на реке Пенжине осенью 1709 года. Этому предшествовал поход на пенжинских коряков в 1708 году, руководил которым Ефим Петров. В указе Якутской приказной избы от 12 марта 1708 года анадырскому приказчику Ефиму Петрову предписывалось: 
Для удобного из Анадырского острогу к камчадальским острогам пути... подле Акланского острожку мирных коряк, высмотря удобного места к пристанищу судами водяного пути на Пенжинское море, и к рыбным промыслам для питания... [построить] острог со всякою крепостию, а в том остроге построить ясачную и аманацкую и служилым людем избу, и казённой анбар для поклажи сборной великого государя ясачной казны.
 Пенжинский острог был заложен посланными Петровым из Анадырска казаками в составе 40 человек под руководством Василия Атаманова. Стена острога состояла из брёвен, сложенных в лапу. В остроге имелась ясашная изба, изба для проживания приказчика и служилых людей, амбар для хранения ясашной казны, помещение для аманатов.
Ряд историков, следуя тексту якутского указа, ошибочно отнесли дату основания острога к 1708 году, поместив его у корякского Акланского острожка «на острову между рекой Пензинской и Акланской в самой стрелке», и присвоив ему название «Акланский острог». Фактически же острог был заложен годом позднее и находился на 100 вёрст выше реки Пенжины: так, по воспоминанию одного из казаков В. Атаманова, записанного историком Г. Ф. Миллером — руководителем «Второй Камчатской экспедиции» в 1737 году, «Острог был построен осенью 1709 г. приблизительно в 10 верстах ниже устья реки Чёрной на острове. В 20 верстах отсюда вниз по течению с этой восточной стороны в Пенжину впадает речка Слаутная». Выбор столь удалённого места от Оклана и устья Пенжины Атаманов объяснял отсутствием строительного леса в нижнем течении этих рек.
Таким образом, Пенжинский острог находился примерно в 100 км выше устья реки Оклан, приблизительно в 160 км от корякского Акланского острожка. Неизвестно, существовал ли Пенжинский острог к 1715 году.

### Акланский острог (в устье Оклана)
В 1742—1743 годах отрядом казаков под руководством сержанта Ивана Енисейского в устье Оклана основан новый острог под старым названием — Акланский острог. Острог имел размеры 32,4 метра в длину и столько же ширину. В остроге находилась казарма, дом командира, часовня, два амбара, избы для хранения ясака и заключения аманатов. В 1746 году гарнизон в составе семи казаков выехал, острог был уничтожен коряками.

### Акланск

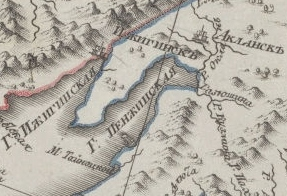
Акланск на карте (около 1802 года)

Как писал декабрист Штейнгейль, во время проведения губернской реформы 1775—1785 годов: 
Екатерина II… повелела основать город Акланск на месте значившегося, по древним сведениям, острога, собственно для управления коряками.
Когда в 1784 году чиновники ещё не образованного Акланска приехали на место, они увидели безлесную тундру Парапольского дола с бедной растительностью, которая была непригодна для постройки города. После чего отбыли на Камчатку в Тигильскую крепость (удалён от запланированного Акланска на расстоянии около 700 км по прямой), где разместили управление учреждённого в 1783 году Акланского уезда Охотской области.
Выбор места для постройки нового города был поручен иркутским наместническим правлением командиру Камчатки Францу Рейнеке. Опасаясь вторжения со стороны кочевавших на Оклане коряков, которые выступали против постройки на их земле русского поселения, Рейнеке отправил команду для строительства города на камчатской реке Палане. Однако на выбранной местности не хватало леса, начатые постройки были сожжены коряками. Уездное управление было временно размещено в Тигиле. В 1785 году Рейнеке направил группу казаков на поиски места для города Акланска. На реке Пенжине им помешали коряки, которые напали на казаков и пятерых из них убили. После этого коряки перекочевали на Камчатку к рекам Олюторе и Тигилю. Обойдя в поисках удобного места для Акланска реку Пенжину, и, опасаясь восстания коряк, в 1786 году Рейнеке заложил новый город выше устья Оклана.
Ближайшим городом был Гижигинск. Через Акланск (и Тигиль) по берегу моря проходила дорога на Чукотку. 26 октября 1790 года вместе с другими гербами Иркутского наместничества был высочайше утверждён герб Акланска с описанием: «В верхней части щита герб иркутский. В нижней части, в золотом поле, стоящий медведь, в знак того, что в округе сего города много их находится».
В 1804 году Акланск, вместе со многими другими городами Иркутской губернии (Гижигинск, Зашиверск…), был упразднён, снят с учётных данных, и преобразован в сельское поселение. Тогда же административный центр перенесён в Нижнекамчатск.

### Энциклопедии
- Акланский острог (Акланск). russiasib.ru. Дата обращения: 7 января 2020. Архивировано из оригинала 19 августа 2014 года. — статья из Исторической энциклопедии Сибири — Н., 2010.
- Aklansk. books.google.ru. Дата обращения: 7 января 2020. — статья из словаря географических названий The Edinburgh Gazetteer — Л., 1827. — С. 77 (англ.)

### Книги
- Зуев А. С. Русские и аборигены на крайнем северо-востоке Сибири во второй половине XVII — первой четверти XVIII вв.. — Новосибирск, 2002.
- Згибнев А. С. Исторический очерк главнейших событий в Камчатке. 1650—1855. — Санкт-Петербург: Морской сборник, 1869.